# Meghna Kumar
Meghna Kumar (23 juni 1979) is een Nederlandse (musical- en stem)actrice.
Kumar speelde in 2009 een gastrol in de kinderserie Het Huis Anubis als Anchesenamon, de woedende vrouw van Toetanchamon. Naast haar rol in Het Huis Anubis is ze ook stemactrice. Ook speelde ze Hetty in de serie Het Hopeloze Heksje en speelde ze in de musical HAREM.

## Nasynchronisatie
- Quack Pack als de stem van Katrien Duck
- Doei - als Joyce (2000-2001)
- Als beste uit de Bus - als trainster (2008-heden)
- Animaniacs - als de stem van Slappy Squirrel
- High School Musical 1, 2 en 3 als de stem van Kelsi Nielsen
- Het Huis Anubis - als Anchesenamon (2009)
- Pokémon - als de stem van Dawn (seizoen 10-13)
- Winx Club - als de stem van Amore en Roxy
- De Wonderlijke Wereld van Gumball - als de stem van diverse stemrollen
- De Powerpuff Girls - als de stem van Buttercup en diverse stemrollen
- Barbie: Mariposa (2008) - als de stem van Willa
- Barbie In een Zeemeerminavontuur 2 - als de stem van Kayleigh
- Barbie: Life in the Dreamhouse - als de stem van Nikki Watkins
- W.I.T.C.H. - als de stem van Will (2005)
- Total Drama - als de stem van Gwen (2008-heden)
- The Proud Family - als de stem van Dijonay
- My Little Pony: Vriendschap is betoverend - als de stem van Applejack (2011-heden)
- Big Time Rush & The Suite Life on Deck - als de stem van Jordin Sparks
- Mew Mew Power - als de stem van Bridget Verdant
- Every Witch Way - als de stem van Lily
- Steven Universe - als de stem van Granaat(Garnet)
- Angelo Rules - als de stem van Elena
- Ultimate Spider-Man - als Black Widow
- Avengers Assemble - als Black Widow
- Lego Marvel Super Heroes: Avengers Reassembled - als Black Widow
- Disney Infinity spellen - als Black Widow en Leia Organa
- Unikitty - als de stem van Puppycorn
- Dumbo - als overige stemmen
- Star Wars: Visions - als Bendeleider
- What If...? - als de stem van Black Widow
- Heartstopper - als de stem van Coach Singh
- Strange World - als de stem van Pulk
- Elemental - als overige stemmen
- Lego Monkie Kid - als Mei
- Horseland - als de stem van Molly Washington
- Harry Potter - als de stem van Loena Leeflang